# Aria Ruwhiu
Aria Ruwhiu – nowozelandzka i australijska judoczka.
Srebrna medalistka mistrzostw Oceanii w 1979 i brązowa w 1975. Mistrzyni Nowej Zelandii w 1979 roku.